# Nicolae Cabasila
Nicolae Cabasila (n. 1319/23  - d. 1391) a fost un scriitor laic, teolog și mistic bizantin, apropiat al împăratului Ioan al VI-lea Cantacuzino, împreună cu care s-a retras la mănăstire.
În disputa isihastă a ținut partea monahilor din Athos, deși a preferat să urmeze o cale spirituală mai puțin mistică decât doctrina energiilor necreate.
Cabasila este un sfânt al Bisericii Ortodoxe și este comemorat pe data de 20 iunie.

## Viața
Nicolae Cabasila s-a născut la Tesalonic în jurul anului 1322. Se trăgea, prin tatăl său, din familia Chamaetos, dar la maturitate a preferat să-și ia numele de familie al mamei sale: Cabasila, o familie veche și renumită în imperiu la acea vreme.
Dascălii săi, în învățătura profană (literară și filosofică) și cea spirituală au fost:
- Nil Cabasila - teolog renumit pentru tratatele sale împotriva Latinilor, oponent al încercărilor de unire dintre Biserica Ortodoxă (a Orientului) și Biserica Catolică (a Occidentului); a fost arhiepiscop al Tesalonicului timp de doi ani (1361-1363).

- Dorotei Vlates - unul din părinții spirituali cei mai renumiți din Tesalonic; la 1355 acesta a fondat, împreună cu fratele său Marcu, pe acropola Salonicului, Mănăstirea Pantocratorului (1355), care le poartă astăzi numele (Mănăstirea Vlatadon); mai apoi a devenit arhiepiscop al Tesalonicului (1371-1379)

- Grigore Palama (1296-1359) - viitor arhiepiscop de Tesalonic (1347-1359), unul dintre cei mai profunzi și mai originali teologi ai Bisericii Ortodoxe din secolul al XIV-lea.

- Isidor Buheiras - viitor Patriarh de Constantinopol (1347-1349/50), care îndruma mai multe cercuri de laici practicanți ai Rugăciunii lui Iisus, la care participa și tânărul Nicolae Cabasila.

În timpul studiilor la Școala de Filosofie din Constantinopol (prin anii 1340-1350) izbucnește disputa palamită, dar Cabasila se arată mai interesat de viața socială și politică.

## Opera
Opera sa principală este Viața în Hristos - Περι της εν Χριστω ζωης (editată de W. Gass, 1849), în care expune principiul conform căruia unirea cu Hristos este actualizată și desăvârșită prin trei dintre tainele Bisericii, anume botezul, mirungerea și euharistia. 
Mai este cunoscut un Comentariu la Sfânta Liturghie (sau: Tâlcuirea Dumnezieștii Liturghii), în care arată de asemenea arată o profundă înțelegere a sacramentelor și vieții liturgice.
A mai scris omilii pe diverse teme. O mare parte din textele sale sunt încă needitate.